# 11323 Nasu
11323 Nasu (1995 QC2) là một tiểu hành tinh vành đai chính được phát hiện ngày 21 tháng 8 năm 1995 bởi K. Endate và K. Watanabe ở Kitami.